# Mistrzostwa Europy w Koszykówce Kobiet 2011
Mistrzostwa Europy w Koszykówce Kobiet 2011 – 33. finały Mistrzostw Europy w koszykówce kobiet odbyły się w dniach od 18 czerwca do 3 lipca w trzech polskich miastach. Turniej został rozegrany pod patronatem FIBA, a jego głównym organizatorem był Polski Związek Koszykówki i miasto Łódź. Był to czwarty turniej mistrzostw Europy w koszykówce kobiet w historii rozegrany w Polsce.
Ostateczną decyzję o miejscu organizowania Mistrzostw Europy w Koszykówce Kobiet 2011 zarząd FIBA Europe podjął 16 marca 2008 w Bukareszcie, gdzie polska kandydatura pokonała hiszpańską.

## Obiekty
Turniej finałowy przeprowadzony został w 3 obiektach w 3 polskich miastach: Bydgoszczy, Katowicach i Łodzi. Ceremonia otwarcia odbyła się 18 czerwca 2011 roku, przed meczem pomiędzy reprezentacjami Polski i Czarnogóry, w katowickim Spodku. Spotkania I i II fazy grupowej rozegrane zostały w bydgoskiej Hali Łuczniczka (grupy A, B i E) i katowickim Spodku (grupy C, D i F). Fazę finałową rozegrano w łódzkiej Atlas Arenie.
Początkowo planowano rozegrać wszystkie spotkania w halach sportowych w Gdańsku, Gdyni i Sopocie, jednak z powodu wprowadzenia przez Polski Związek Koszykówki dodatkowych opłat związanych z możliwością organizacji Mistrzostw Europy w Koszykówce Kobiet 2011, najpierw prowadzono rozmowy, żeby rozegrać w nich część spotkań, a ostatecznie, w marcu 2010 roku, wszystkie 3 miasta wycofały swoje kandydatury i zrezygnowały z organizacji zawodów.
| Obiekt      | Miasto    | Pojemność | Faza mistrzostw     | Źródło |
| ----------- | --------- | --------- | ------------------- | ------ |
| Łuczniczka  | Bydgoszcz | 8000      | I i II faza grupowa | [ 7 ]  |
| Spodek      | Katowice  | 11500     | I i II faza grupowa | [ 8 ]  |
| Atlas Arena | Łódź      | 15000     | Faza pucharowa      | [ 9 ]  |

## Uczestnicy

### Eliminacje
W eliminacjach Mistrzostw Europy w Koszykówce Kobiet 2011 wystartowało 18 drużyn grających w Dywizji A Mistrzostw Europy. Losowanie grup eliminacyjnych odbyło się 16 stycznia 2010 roku w Freisingu. Z czterech grup, na jakie podzielono zespoły, awans do turnieju finałowego uzyskały po 2 najlepsze zespoły z każdej z grup. Pozostałe zespoły, poza czterema najsłabszymi, które rywalizowały o utrzymanie w Dywizji A, walczyły o dodatkowe miejsce w turnieju kwalifikacyjnym, z którego awans wywalczyła reprezentacja Niemiec.

### Podział na koszyki
Na podstawie wytycznych FIBA Europe wszystkie zakwalifikowane zespoły podzielono na koszyki przed losowaniem grup. Drużyny z jednego koszyka nie mogły grać ze sobą w pierwszej rundzie turnieju finałowego. Losowanie grup odbyło się 11 grudnia 2010 roku w łódzkim hotelu Andel’s.
| Koszyk A                                 | Koszyk B                            | Koszyk C                              | Koszyk D                                          |
| ---------------------------------------- | ----------------------------------- | ------------------------------------- | ------------------------------------------------- |
| - Francja - Rosja - Hiszpania - Białoruś | - Grecja - Czechy - Polska - Turcja | - Litwa - Czarnogóra - Łotwa - Izrael | - Wielka Brytania - Chorwacja - Słowacja - Niemcy |

### Lista uczestników
| Drużyna         | Grupa kwalifikacyjna | Data kwalifikacji | Liczba występów w ME | Ostatni występ w ME | Najlepszy wynik w ME      |
| Polska          | Gospodarz            | 16 marca 2008     | 27                   | 2009                | Mistrzostwo (1999)        |
| Francja         | Uczestnik MŚ 2010    | 20 czerwca 2010   | 26                   | 2009                | Mistrzostwo (2001, 2009)  |
| Rosja           | Uczestnik MŚ 2010    | 20 czerwca 2010   | 9                    | 2009                | Mistrzostwo (2003, 2007)  |
| Hiszpania       | Uczestnik MŚ 2010    | 20 czerwca 2010   | 15                   | 2009                | Mistrzostwo (1993)        |
| Grecja          | Uczestnik MŚ 2010    | 20 czerwca 2010   | 5                    | 2009                | V miejsce (2009)          |
| Czechy          | Uczestnik MŚ 2010    | 20 czerwca 2010   | 7                    | 2009                | Mistrzostwo (2005)        |
| Litwa           | A                    | 29 sierpnia 2010  | 8                    | 2009                | Mistrzostwo (1997)        |
| Chorwacja       | A                    | 29 sierpnia 2010  | 3                    | 2007                | VIII miejsce (1995, 1999) |
| Izrael          | B                    | 26 sierpnia 2010  | 4                    | 2009                | VIII miejsce (1991)       |
| Łotwa           | B                    | 29 sierpnia 2010  | 4                    | 2009                | IV miejsce (2007)         |
| Turcja          | C                    | 29 sierpnia 2010  | 3                    | 2009                | VIII miejsce (2005)       |
| Czarnogóra      | C                    | 29 sierpnia 2010  | debiutant            | debiutant           | debiutant                 |
| Wielka Brytania | D                    | 29 sierpnia 2010  | debiutant            | debiutant           | debiutant                 |
| Słowacja        | D                    | 29 sierpnia 2010  | 7                    | 2009                | II miejsce (1997)         |
| Niemcy          | baraże               | 15 czerwca 2011   | 14                   | 2007                | III miejsce (1997)        |

## Pierwsza faza grupowa

### Grupa A - Bydgoszcz

#### Tabela
| Poz. | Reprezentacja | Pkt | Mecze | Mecze | Mecze | Punkty | Punkty | Punkty |
| Poz. | Reprezentacja | Pkt | M     | Z     | P     | zdob.  | str.   | bilans |
| ---- | ------------- | --- | ----- | ----- | ----- | ------ | ------ | ------ |
| 1    | Litwa         | 5   | 3     | 2     | 1     | 186    | 179    | 7+     |
| 2    | Rosja         | 5   | 3     | 2     | 1     | 212    | 207    | 5+     |
| 3    | Turcja        | 4   | 3     | 1     | 2     | 199    | 204    | 5-     |
| 4    | Słowacja      | 4   | 3     | 1     | 2     | 183    | 190    | 7-     |

#### Wyniki
| 18 czerwca 201112:30 | Turcja                                                                                  | 58:64(12:19, 10:18, 16:14, 20:13) | Litwa                                                                      | Łuczniczka, Bydgoszcz |
| 18 czerwca 201112:30 | Pkt:Nevriye Yılmaz 17 Zb:Şaziye İvegin-Karslı, Bahar Çağlar 5 As:Şaziye İvegin-Karslı 4 | 58:64(12:19, 10:18, 16:14, 20:13) | Pkt:Gintarė Petronytė 15 Zb:Sandra Linkevičienė 8 As:Sandra Linkevičienė 3 | Łuczniczka, Bydgoszcz |

| 18 czerwca 201118:00 | Rosja                                                                                | 68:66(12:15, 17:19, 23:17, 16:15) | Słowacja                                                   | Łuczniczka, Bydgoszcz |
| 18 czerwca 201118:00 | Pkt:Marina Kuzina 13 Zb:Maria Stiepanowa 8 As:Swietłana Abrosimowa, Tatiana Popowa 4 | 68:66(12:15, 17:19, 23:17, 16:15) | Pkt:Erin Lawless 15 Zb:Erin Lawless 7 As:Darina Mišurová 3 | Łuczniczka, Bydgoszcz |

| 19 czerwca 201112:30 | Słowacja                                                      | 57:76(18:21, 14:17, 9:24, 16:14) | Turcja                                                          | Łuczniczka, Bydgoszcz |
| 19 czerwca 201112:30 | Pkt:Erin Lawless 15 Zb:Anna Jurčenková 5 As:Darina Mišurová 4 | 57:76(18:21, 14:17, 9:24, 16:14) | Pkt:Birsel Vardarlı 20 Zb:Birsel Vardarlı 6 As:Nevriye Yılmaz 4 | Łuczniczka, Bydgoszcz |

| 19 czerwca 201118:00 | Litwa                                                     | 76:64(16:16, 14:19, 26:17, 20:12) | Rosja                                              | Łuczniczka, Bydgoszcz |
| 19 czerwca 201118:00 | Pkt:Bimbaitė, Šulčiūtė 20 Zb:Šulčiūtė 8 As:Linkevičienė 5 | 76:64(16:16, 14:19, 26:17, 20:12) | Pkt:Stiepanowa 17 Zb:Stiepanowa 13 As:Stiepanowa 3 | Łuczniczka, Bydgoszcz |

| 20 czerwca 201112:30 | Słowacja                                         | 57:46(18:8, 13:9, 15:16, 11:13) | Litwa                                         | Łuczniczka, Bydgoszcz |
| 20 czerwca 201112:30 | Pkt:Kupčíková 18 Zb:Tetemondová 8 As:Kupčíková 4 | 57:46(18:8, 13:9, 15:16, 11:13) | Pkt:Sołopowa 14 Zb:Paugaite 6 As:Valentienė 2 | Łuczniczka, Bydgoszcz |

| 20 czerwca 201118:00 | Turcja                                                 | 65:80(7:29, 20:16, 15:13, 23:22) | Rosja                                                                       | Łuczniczka, Bydgoszcz Widzów: 200 |
| 20 czerwca 201118:00 | Pkt:Yılmaz 18 Zb:Yılmaz 4 As:Vardarli, Alben, Yılmaz 4 | 65:80(7:29, 20:16, 15:13, 23:22) | Pkt:Artieszyna, Daniloczkina, Stiepanowa 13 Zb:Artieszyna 8 As:Abrosimowa 6 | Łuczniczka, Bydgoszcz Widzów: 200 |

### Grupa B - Bydgoszcz

#### Tabela
| Poz. | Reprezentacja   | Pkt | Mecze | Mecze | Mecze | Punkty | Punkty | Punkty |
| Poz. | Reprezentacja   | Pkt | M     | Z     | P     | zdob.  | str.   | bilans |
| ---- | --------------- | --- | ----- | ----- | ----- | ------ | ------ | ------ |
| 1    | Czechy          | 6   | 3     | 3     | 0     | 199    | 163    | 36+    |
| 2    | Białoruś        | 5   | 3     | 2     | 1     | 185    | 148    | 37+    |
| 3    | Wielka Brytania | 4   | 3     | 1     | 2     | 157    | 166    | 7-     |
| 4    | Izrael          | 3   | 3     | 0     | 3     | 148    | 212    | 66-    |

#### Wyniki
| 18 czerwca 201115:00 | Białoruś | 55:40(14:11, 17:9, 14:8, 10:12) | Wielka Brytania | Łuczniczka, Bydgoszcz |
| 18 czerwca 201115:00 | Pkt:Kaciaryna Snycina, Anastasja Weramejenka 10 Zb:Jelena Leuczanka 8 As:Natallia Marczanka, Natalija Trafimawa 5 | 55:40(14:11, 17:9, 14:8, 10:12) | Pkt:Kimberly Butler 8 Zb:Kimberly Butler 6 As:Natalie Stafford, Rosalee Mason, Kimberly Butler, Johannah Leedham 2 | Łuczniczka, Bydgoszcz |

| 18 czerwca 201120:30 | Czechy                                                        | 72:56(19:12, 13:10, 20:17, 20:17) | Izrael                                               | Łuczniczka, Bydgoszcz |
| 18 czerwca 201120:30 | Pkt:Eva Vítečková 14 Zb:Jana Veselá 10 As:Kateřina Elhotová 5 | 72:56(19:12, 13:10, 20:17, 20:17) | Pkt:Szaj Doron 16 Zb:Szaj Doron 4 As:Na’ama Szafir 3 | Łuczniczka, Bydgoszcz |

| 19 czerwca 201115:00 | Izrael                                       | 41:68(12:18, 6:8, 18:21, 5:21) | Białoruś                                                 | Łuczniczka, Bydgoszcz |
| 19 czerwca 201115:00 | Pkt:Cohen 12 Zb:Lewitski 6 As:Cohen, Doron 2 | 41:68(12:18, 6:8, 18:21, 5:21) | Pkt:Liktarowicz 13 Zb:Kress 13 As:Leuczanka, Marczanka 4 | Łuczniczka, Bydgoszcz |

| 19 czerwca 201120:30 | Wielka Brytania                          | 45:60(13:9, 10:18, 12:21, 10:12) | Czechy                                       | Łuczniczka, Bydgoszcz |
| 19 czerwca 201120:30 | Pkt:Leedham 14 Zb:Stewart 6 As:Collins 4 | 45:60(13:9, 10:18, 12:21, 10:12) | Pkt:Elhotová 27 Zb:Burgrová 9 As:Bartoňová 4 | Łuczniczka, Bydgoszcz |

| 20 czerwca 201115:00 | Wielka Brytania                              | 72:51(13:11, 24:13, 17:13, 20:14) | Izrael                                     | Łuczniczka, Bydgoszcz |
| 20 czerwca 201115:00 | Pkt:Leedham 18 Zb:Page 9 As:Stafford, Page 5 | 72:51(13:11, 24:13, 17:13, 20:14) | Pkt:Doron 15 Zb:3 zawodniczki 4 As:Doron 3 | Łuczniczka, Bydgoszcz |

| 20 czerwca 201120:30 | Czechy                                                      | 67:62(23:9, 16:17, 15:20, 13:16) | Białoruś                                                 | Łuczniczka, Bydgoszcz |
| 20 czerwca 201120:30 | Pkt:Elhotová 19 Zb:Elhotová, Kulichová 5 As:5 zawodniczek 3 | 67:62(23:9, 16:17, 15:20, 13:16) | Pkt:Snycina, Leuczanka 10 Zb:Leuczanka 12 As:Marczanka 6 | Łuczniczka, Bydgoszcz |

### Grupa C - Katowice

#### Tabela
| Poz. | Reprezentacja | Pkt | Mecze | Mecze | Mecze | Punkty | Punkty | Punkty |
| Poz. | Reprezentacja | Pkt | M     | Z     | P     | zdob.  | str.   | bilans |
| ---- | ------------- | --- | ----- | ----- | ----- | ------ | ------ | ------ |
| 1    | Czarnogóra    | 6   | 3     | 3     | 0     | 212    | 174    | 38+    |
| 2    | Hiszpania     | 5   | 3     | 2     | 1     | 214    | 198    | 16+    |
| 3    | Polska        | 4   | 3     | 1     | 2     | 191    | 208    | 17-    |
| 4    | Niemcy        | 3   | 3     | 0     | 3     | 193    | 230    | 37-    |

#### Wyniki
| 18 czerwca 201115:00 | Hiszpania                                                  | 79:69(21:12, 18:15, 19:22, 21:20) | Niemcy                                                 | Spodek, Katowice |
| 18 czerwca 201115:00 | Pkt:Alba Torrens 18 Zb:Amaya Valdemoro 5 As:Alba Torrens 4 | 79:69(21:12, 18:15, 19:22, 21:20) | Pkt:Romy Bär 14 Zb:Romy Bär 6 As:Romy Bär, Tina Menz 4 | Spodek, Katowice |

| 18 czerwca 201118:00 | Polska                              | 53:70(15:18, 11:19, 12:17, 15:16) | Czarnogóra                                    | Spodek, Katowice |
| 18 czerwca 201118:00 | Pkt:Szott 11 Zb:Szott 6 As:Kobryn 3 | 53:70(15:18, 11:19, 12:17, 15:16) | Pkt:De Forge 18 Zb:Dubljević 9 As:Dubljević 5 | Spodek, Katowice |

| 19 czerwca 201112:30 | Czarnogóra                                                         | 66:57(20:13, 19:18, 15:16, 12:10) | Hiszpania                                                    | Spodek, Katowice Widzów: 300 |
| 19 czerwca 201112:30 | Pkt:Iva Perovanović 18 Zb:Jelena Škerović 11 As:Jelena Dubljević 5 | 66:57(20:13, 19:18, 15:16, 12:10) | Pkt:Alba Torrens 25 Zb:Sancho Lyttle 6 As:Silvia Domínguez 3 | Spodek, Katowice Widzów: 300 |

| 19 czerwca 201118:00 | Niemcy                       | 60:75(19:23, 11:7, 15:24, 15:21) | Polska                                | Spodek, Katowice Widzów: 4 000 |
| 19 czerwca 201118:00 | Pkt:Bär 13 Zb:Bär 6 As:Bär 5 | 60:75(19:23, 11:7, 15:24, 15:21) | Pkt:Kobryn 16 Zb:Kobryn 9 As:Pawlak 5 | Spodek, Katowice Widzów: 4 000 |

| 20 czerwca 201112:30 | Niemcy                                    | 64:76(15:25, 15:10, 19:19, 15:22) | Czarnogóra                                  | Spodek, Katowice Widzów: 150 |
| 20 czerwca 201112:30 | Pkt:Greunke 20 Zb:Greunke 8 As:Austmann 3 | 64:76(15:25, 15:10, 19:19, 15:22) | Pkt:Bjelica 23 Zb:Bjelica 10 As:Jovanović 3 | Spodek, Katowice Widzów: 150 |

| 20 czerwca 201118:00 | Polska                                 | 63:78(20:20, 11:17, 19:13, 13:28) | Hiszpania                                     | Spodek, Katowice Widzów: 4 300 |
| 20 czerwca 201118:00 | Pkt:Kobryn 20 Zb:Kobryn 13 As:Pawlak 6 | 63:78(20:20, 11:17, 19:13, 13:28) | Pkt:Lyttle 18 Zb:Pascua, Lyttle 7 As:Pascua 4 | Spodek, Katowice Widzów: 4 300 |

### Grupa D - Katowice

#### Tabela
| Poz. | Reprezentacja | Pkt | Mecze | Mecze | Mecze | Punkty | Punkty | Punkty |
| Poz. | Reprezentacja | Pkt | M     | Z     | P     | zdob.  | str.   | bilans |
| ---- | ------------- | --- | ----- | ----- | ----- | ------ | ------ | ------ |
| 1    | Łotwa         | 5   | 3     | 2     | 1     | 183    | 184    | 1-     |
| 2    | Francja       | 5   | 3     | 2     | 1     | 206    | 154    | 52+    |
| 3    | Chorwacja     | 4   | 3     | 1     | 2     | 166    | 216    | 50-    |
| 4    | Grecja        | 4   | 3     | 1     | 2     | 185    | 186    | 1-     |

#### Wyniki
| 18 czerwca 201112:30 | Grecja                                                                 | 67:57(16:14, 19:22, 13:10, 19:11) | Łotwa                                                                               | Spodek, Katowice |
| 18 czerwca 201112:30 | Pkt:Dimitra Kalentzou 20 Zb:Evanthia Maltsi 12 As:Styliani Kaltsidou 4 | 67:57(16:14, 19:22, 13:10, 19:11) | Pkt:Elīna Babkina, Zane Tamane, Gunta Baško 12 Zb:Zane Tamane 13 As:Elīna Babkina 7 | Spodek, Katowice |

| 18 czerwca 201120:30 | Francja                                           | 86:40(26:16, 22:9, 23:10, 15:5) | Chorwacja                             | Spodek, Katowice Widzów: 2 000 |
| 18 czerwca 201120:30 | Pkt:Lawson-Wade, Gomis 13 Zb:Gruda 8 As:Ndongue 4 | 86:40(26:16, 22:9, 23:10, 15:5) | Pkt:Mandir 9 Zb:Pavetić 5 As:Mandir 2 | Spodek, Katowice Widzów: 2 000 |

| 19 czerwca 201115:00 | Chorwacja                             | 65:63(26:16, 16:13, 11:14, 12:20) | Grecja                                                                     | Spodek, Katowice Widzów: 300 |
| 19 czerwca 201115:00 | Pkt:Mandir 19 Zb:Ivezić 9 As:Mandir 5 | 65:63(26:16, 16:13, 11:14, 12:20) | Pkt:Kalentzou, Kaltsidou 14 Zb:Kaltsidou 12 As:Chatzinikolaou, Kaltsidou 4 | Spodek, Katowice Widzów: 300 |

| 19 czerwca 201120:30 | Łotwa                                    | 59:56 (pd.)(13:16, 9:12, 14:13, 14:9, dogr. 9:6) | Francja                               | Spodek, Katowice |
| 19 czerwca 201120:30 | Pkt:Babkina 26 Zb:Tamane 15 As:Kubliņa 3 | 59:56 (pd.)(13:16, 9:12, 14:13, 14:9, dogr. 9:6) | Pkt:Miyem 12 Zb:Ndongue 9 As:Dumerc 6 | Spodek, Katowice |

| 20 czerwca 201115:00 | Chorwacja                                    | 61:67(16:20, 25:14, 12:17, 8:16) | Łotwa                                 | Spodek, Katowice |
| 20 czerwca 201115:00 | Pkt:Ivezić 14 Zb:Ivezić 6 As:3 zawodniczki 4 | 61:67(16:20, 25:14, 12:17, 8:16) | Pkt:Baško 16 Zb:Tamane 9 As:Babkina 6 | Spodek, Katowice |

| 20 czerwca 201120:30 | Grecja                                                   | 55:64(13:16, 6:15, 16:15, 20:18) | Francja                                    | Spodek, Katowice |
| 20 czerwca 201120:30 | Pkt:Maltsi 16 Zb:Kalentzou, Papamichail 6 As:Kalentzou 3 | 55:64(13:16, 6:15, 16:15, 20:18) | Pkt:Gruda 19 Zb:Gruda 8 As:Beikes, Gomis 3 | Spodek, Katowice |

## Faza zasadnicza

### Grupa E - Bydgoszcz

#### Tabela
| Poz. | Reprezentacja   | Pkt | Mecze | Mecze | Mecze | Punkty | Punkty | Punkty |
| Poz. | Reprezentacja   | Pkt | M     | Z     | P     | zdob.  | str.   | bilans |
| ---- | --------------- | --- | ----- | ----- | ----- | ------ | ------ | ------ |
| 1    | Czechy          | 9   | 5     | 4     | 1     | 301    | 286    | 15+    |
| 2    | Litwa           | 9   | 5     | 4     | 1     | 331    | 298    | 33+    |
| 3    | Rosja           | 8   | 5     | 3     | 2     | 326    | 317    | 9+     |
| 4    | Turcja          | 7   | 5     | 2     | 3     | 303    | 313    | 10-    |
| 5    | Białoruś        | 7   | 5     | 2     | 3     | 285    | 291    | 6-     |
| 6    | Wielka Brytania | 5   | 5     | 0     | 5     | 205    | 243    | 38-    |

#### Wyniki
| 23 czerwca 201115:30 | Wielka Brytania                        | 63:64(15:16, 17:14, 17:18, 14:16) | Litwa                                               | Łuczniczka, Bydgoszcz |
| 23 czerwca 201115:30 | Pkt:Page 19 Zb:Stewart 9 As:Stafford 4 | 63:64(15:16, 17:14, 17:18, 14:16) | Pkt:Bimbaitė 16 Zb:Linkevičienė 7 As:Linkevičienė 4 | Łuczniczka, Bydgoszcz |

| 23 czerwca 201118:00 | Białoruś                                        | 62:51(10:14, 14:11, 26:15, 12:11) | Rosja                                      | Łuczniczka, Bydgoszcz Widzów: 200 |
| 23 czerwca 201118:00 | Pkt:Marczanka 11 Zb:Leuczanka 11 As:Marczanka 4 | 62:51(10:14, 14:11, 26:15, 12:11) | Pkt:Stiepanowa 12 Zb:Osipowa 7 As:Sapowa 3 | Łuczniczka, Bydgoszcz Widzów: 200 |

| 23 czerwca 201120:30 | Turcja                                               | 51:56(12:18, 10:8, 15:10, 14:20) | Czechy                                                | Łuczniczka, Bydgoszcz Widzów: 200 |
| 23 czerwca 201120:30 | Pkt:Palazoğlu, Yılmaz 11 Zb:Vardarlı 8 As:Vardarlı 6 | 51:56(12:18, 10:8, 15:10, 14:20) | Pkt:Elhotová 19 Zb:Veselá 6 As:Bortelová, Vítečková 4 | Łuczniczka, Bydgoszcz Widzów: 200 |

| 25 czerwca 201115:30 | Wielka Brytania                      | 57:64(15:17, 12:16, 13:12, 17:19) | Turcja                                                   | Łuczniczka, Bydgoszcz Widzów: 150 |
| 25 czerwca 201115:30 | Pkt:Stafford 18 Zb:Page 13 As:Page 3 | 57:64(15:17, 12:16, 13:12, 17:19) | Pkt:Yılmaz 18 Zb:Nevlin 9 As:Kartaltepe, İvegin-Karslı 3 | Łuczniczka, Bydgoszcz Widzów: 150 |

| 25 czerwca 201118:00 | Rosja                                             | 69:55(16:9, 22:13, 13:9, 18:24) | Czechy                                     | Łuczniczka, Bydgoszcz Widzów: 200 |
| 25 czerwca 201118:00 | Pkt:Daniloczkina 16 Zb:Osipowa 10 As:Artieszyna 4 | 69:55(16:9, 22:13, 13:9, 18:24) | Pkt:Zrůstová 11 Zb:Veselá 7 As:Bartoňová 4 | Łuczniczka, Bydgoszcz Widzów: 200 |

| 25 czerwca 201120:30 | Litwa                                                | 68:50(13:12, 16:9, 15:17, 24:12) | Białoruś                                                        | Łuczniczka, Bydgoszcz Widzów: 250 |
| 25 czerwca 201120:30 | Pkt:Linkevičienė 15 Zb:Linkevičienė 11 As:Bimbaitė 4 | 68:50(13:12, 16:9, 15:17, 24:12) | Pkt:Weramejenka 13 Zb:Weramejenka 7 As:Weramejenka, Marczanka 3 | Łuczniczka, Bydgoszcz Widzów: 250 |

| 27 czerwca 201115:30 | Rosja                                                      | 62:59(8:20, 14:7, 21:19, 19:13) | Wielka Brytania                                     | Łuczniczka, Bydgoszcz |
| 27 czerwca 201115:30 | Pkt:Daniloczkina 16 Zb:Osipowa 12 As:Artieszyna, Osipowa 3 | 62:59(8:20, 14:7, 21:19, 19:13) | Pkt:Butler 15 Zb:Page, Leedham 8 As:3 zawodniczki 2 | Łuczniczka, Bydgoszcz |

| 27 czerwca 201118:00 | Czechy                                         | 63:59(14:22, 21:14, 14:8, 14:15) | Litwa                                                     | Łuczniczka, Bydgoszcz Widzów: 300 |
| 27 czerwca 201118:00 | Pkt:Vítečková 26 Zb:Burgrová 11 As:Bortelová 9 | 63:59(14:22, 21:14, 14:8, 14:15) | Pkt:Bimbaitė 15 Zb:Bimbaitė 8 As:Bimbaitė, Linkevičienė 3 | Łuczniczka, Bydgoszcz Widzów: 300 |

| 27 czerwca 201120:30 | Białoruś                                                   | 56:65(14:24, 16:10, 4:15, 22:16) | Turcja                                          | Łuczniczka, Bydgoszcz Widzów: 200 |
| 27 czerwca 201120:30 | Pkt:Marczanka 12 Zb:Weramienka 7 As:Trafimawa, Leuczanka 3 | 56:65(14:24, 16:10, 4:15, 22:16) | Pkt:İvegin-Karslı 17 Zb:Yılmaz 11 As:Vardarlı 7 | Łuczniczka, Bydgoszcz Widzów: 200 |

### Grupa F - Katowice

#### Tabela
| Poz. | Reprezentacja | Pkt | Mecze | Mecze | Mecze | Punkty | Punkty | Punkty |
| Poz. | Reprezentacja | Pkt | M     | Z     | P     | zdob.  | str.   | bilans |
| ---- | ------------- | --- | ----- | ----- | ----- | ------ | ------ | ------ |
| 1    | Czarnogóra    | 10  | 5     | 5     | 0     | 364    | 308    | 56+    |
| 2    | Łotwa         | 8   | 5     | 3     | 2     | 315    | 310    | 5+     |
| 3    | Francja       | 8   | 5     | 3     | 2     | 347    | 281    | 66+    |
| 4    | Chorwacja     | 7   | 5     | 2     | 3     | 300    | 361    | 61-    |
| 5    | Hiszpania     | 7   | 5     | 2     | 3     | 327    | 340    | 13-    |
| 6    | Polska        | 5   | 5     | 0     | 5     | 279    | 332    | 53-    |

#### Wyniki
| 22 czerwca 201115:30 | Chorwacja                            | 60:81(17:24, 17:21, 14:15, 12:21) | Czarnogóra                                           | Spodek, Katowice Widzów: 200 Sędzia: Engin Kennerman (TUR), Aare Halliko (EST), Sérgio Silva (POR) |
| 22 czerwca 201115:30 | Pkt:Mandir 14 Zb:Mazić 8 As:Mandir 7 | 60:81(17:24, 17:21, 14:15, 12:21) | Pkt:Perovanović 25 Zb:3 zawodniczki 15 As:De Forge 8 | Spodek, Katowice Widzów: 200 Sędzia: Engin Kennerman (TUR), Aare Halliko (EST), Sérgio Silva (POR) |

| 22 czerwca 201118:00 | Polska                                        | 53:62(18:17, 15:12, 7:17, 13:16) | Łotwa                                  | Spodek, Katowice Widzów: 3 000 Sędzia: Aleksandar Glišić (SRB), Jelena Czernowa (RUS), Gentian Cici (ALB) |
| 22 czerwca 201118:00 | Pkt:Mowlik, Kobryn 13 Zb:Kobryn 7 As:Pawlak 4 | 53:62(18:17, 15:12, 7:17, 13:16) | Pkt:Baško 19 Zb:Tamane 13 As:Babkina 7 | Spodek, Katowice Widzów: 3 000 Sędzia: Aleksandar Glišić (SRB), Jelena Czernowa (RUS), Gentian Cici (ALB) |

| 22 czerwca 201120:30 | Francja                                       | 79:55(17:15, 13:12, 16:21, 33:7) | Hiszpania                                                 | Spodek, Katowice Sędzia: Ivo Dolinek (CZE), Haydn Jones (WAL), Mindaugas Večerskis (LTU) |
| 22 czerwca 201120:30 | Pkt:Gruda 17 Zb:Yacoubou-Dehoui 8 As:Dumerc 4 | 79:55(17:15, 13:12, 16:21, 33:7) | Pkt:Montañana, Lyttle 11 Zb:Montañana, Lyttle 5 As:Cruz 4 | Spodek, Katowice Sędzia: Ivo Dolinek (CZE), Haydn Jones (WAL), Mindaugas Večerskis (LTU) |

| 24 czerwca 201115:30 | Hiszpania                                           | 66:57(13:10, 14:13, 19:13, 20:21) | Łotwa                                            | Spodek, Katowice Widzów: 350 |
| 24 czerwca 201115:30 | Pkt:Montañana, Lyttle 16 Zb:Lyttle 9 As:Montañana 6 | 66:57(13:10, 14:13, 19:13, 20:21) | Pkt:Babkina 17 Zb:Kubliņa 10 As:Baško, Babkina 3 | Spodek, Katowice Widzów: 350 |

| 24 czerwca 201118:00 | Chorwacja                                               | 64:56(24:21, 20:17, 11:8, 9:10) | Polska                                             | Spodek, Katowice Widzów: 3 000 |
| 24 czerwca 201118:00 | Pkt:Mandir, Ivanković 13 Zb:Mandir, Mazić 9 As:Mandir 4 | 64:56(24:21, 20:17, 11:8, 9:10) | Pkt:Kobryn 17 Zb:Kaczmarczyk 6 As:Mowlik, Pawlak 2 | Spodek, Katowice Widzów: 3 000 |

| 24 czerwca 201120:30 | Czarnogóra                                                  | 73:68(22:20, 18:17, 17:18, 16:13) | Francja                                    | Spodek, Katowice |
| 24 czerwca 201120:30 | Pkt:Perovanović 22 Zb:Dubljević, Turčinović 6 As:Škerović 4 | 73:68(22:20, 18:17, 17:18, 16:13) | Pkt:Miyem 21 Zb:Miyem, Gruda 5 As:Dumerc 6 | Spodek, Katowice |

| 26 czerwca 201115:30 | Francja                              | 58:54(8:15, 16:4, 15:25, 19:10) | Polska                                | Spodek, Katowice Widzów: 2 500 |
| 26 czerwca 201115:30 | Pkt:Gomis 15 Zb:Beikes 6 As:Beikes 3 | 58:54(8:15, 16:4, 15:25, 19:10) | Pkt:Kobryn 16 Zb:Kobryn 9 As:Pawlak 4 | Spodek, Katowice Widzów: 2 500 |

| 26 czerwca 201118:00 | Hiszpania                          | 71:75(18:19, 22:19, 15:16, 16:21) | Chorwacja                             | Spodek, Katowice Widzów: 1 000 |
| 26 czerwca 201118:00 | Pkt:Palau 19 Zb:Pascua 8 As:Cruz 4 | 71:75(18:19, 22:19, 15:16, 16:21) | Pkt:Mandir 24 Zb:Mazić 15 As:Ciglar 5 | Spodek, Katowice Widzów: 1 000 |

| 26 czerwca 201120:30 | Łotwa                                  | 70:74(22:16, 14:29, 12:13, 22:16) | Czarnogóra                                      | Spodek, Katowice |
| 26 czerwca 201120:30 | Pkt:Kubliņa 16 Zb:Tamane 10 As:Baško 5 | 70:74(22:16, 14:29, 12:13, 22:16) | Pkt:Dubljević 24 Zb:Dubljević 11 As:Dubljević 6 | Spodek, Katowice |

## Faza finałowa

### Drabinka
|  |              |              |              |         |    |           |           |           |                   |                   |                   |       |       |
|  | Ćwierćfinały | Ćwierćfinały | Ćwierćfinały |         |    | Półfinały | Półfinały | Półfinały |                   |                   | Finał             | Finał | Finał |
|  | Ćwierćfinały | Ćwierćfinały | Ćwierćfinały |         |    | Półfinały | Półfinały | Półfinały |                   |                   | Finał             | Finał | Finał |
|  | 29 czerwca   |              |              |         |    |           |           |           |                   |                   |                   |       |       |
|  |              |              |              |         |    |           |           |           |                   |                   |                   |       |       |
|  | Czechy       | Czechy       | 79           |         |    |           |           |           |                   |                   |                   |       |       |
|  | Czechy       | Czechy       | 79           | 1 lipca |    |           |           |           |                   |                   |                   |       |       |
|  | Chorwacja    | Chorwacja    | 63           |         |    |           |           |           |                   |                   |                   |       |       |
|  | Chorwacja    | Chorwacja    | 63           |         |    | Czechy    | Czechy    | 53        |                   |                   |                   |       |       |
|  | 29 czerwca   |              |              |         |    | Czechy    | Czechy    | 53        |                   |                   |                   |       |       |
|  |              |              | Rosja        | Rosja   | 85 |           |           |           |                   |                   |                   |       |       |
|  | Łotwa        | Łotwa        | Rosja        | Rosja   | 85 | 72        |           |           |                   |                   |                   |       |       |
|  | Łotwa        | Łotwa        |              |         |    | 72        | 3 lipca   |           |                   |                   |                   |       |       |
|  | Rosja        | Rosja        | 83           |         |    |           |           |           |                   |                   |                   |       |       |
|  | Rosja        | Rosja        | 83           |         |    | Rosja     | Rosja     | 59        |                   |                   |                   |       |       |
|  | 30 czerwca   |              |              |         |    | Rosja     | Rosja     | 59        |                   |                   |                   |       |       |
|  |              |              | Turcja       | Turcja  | 42 |           |           |           |                   |                   |                   |       |       |
|  | Litwa        | Litwa        | Turcja       | Turcja  | 42 | 58        |           |           |                   |                   |                   |       |       |
|  | Litwa        | Litwa        | 1 lipca      |         |    | 58        |           |           |                   |                   |                   |       |       |
|  | Francja      | Francja      | 66           |         |    |           |           |           |                   |                   |                   |       |       |
|  | Francja      | Francja      | 66           |         |    | Francja   | Francja   | 62        | Mecz o 3. miejsce | Mecz o 3. miejsce | Mecz o 3. miejsce |       |       |
|  | 30 czerwca   |              |              |         |    | Francja   | Francja   | 62        | Mecz o 3. miejsce | Mecz o 3. miejsce | Mecz o 3. miejsce |       |       |
|  |              |              | Turcja       | Turcja  | 68 |           |           | 3 lipca   | 3 lipca           | 3 lipca           |                   |       |       |
|  | Czarnogóra   | Czarnogóra   | Turcja       | Turcja  | 68 | 44        |           | 3 lipca   | 3 lipca           | 3 lipca           |                   |       |       |
|  | Czarnogóra   | Czarnogóra   |              |         |    |           |           | Czechy    | Czechy            | 56                |                   |       |       |
|  | Turcja       | Turcja       | 56           |         |    |           |           |           | Czechy            | 56                |                   |       |       |
|  | Turcja       | Turcja       | 56           |         |    |           |           | Francja   | Francja           | 63                |                   |       |       |
|  |              |              |              |         |    |           |           |           | Francja           | 63                |                   |       |       |

### Mecze o miejsca 5-8
|  |                     |                     |                     |                  |    |                  |                  |                  |
|  | Mecze o miejsca 5-8 | Mecze o miejsca 5-8 | Mecze o miejsca 5-8 |                  |    | Mecz o 5 miejsce | Mecz o 5 miejsce | Mecz o 5 miejsce |
|  | Mecze o miejsca 5-8 | Mecze o miejsca 5-8 | Mecze o miejsca 5-8 |                  |    | Mecz o 5 miejsce | Mecz o 5 miejsce | Mecz o 5 miejsce |
|  | 30 czerwca          |                     |                     |                  |    |                  |                  |                  |
|  |                     |                     |                     |                  |    |                  |                  |                  |
|  | Chorwacja           | Chorwacja           | 84                  |                  |    |                  |                  |                  |
|  | Chorwacja           | Chorwacja           | 84                  | 2 lipca          |    |                  |                  |                  |
|  | Łotwa               | Łotwa               | 75                  |                  |    |                  |                  |                  |
|  | Łotwa               | Łotwa               | 75                  |                  |    | Chorwacja        | Chorwacja        | 73               |
|  | 1 lipca             |                     |                     |                  |    | Chorwacja        | Chorwacja        | 73               |
|  |                     |                     | Czarnogóra          | Czarnogóra       | 59 |                  |                  |                  |
|  | Litwa               | Litwa               | Czarnogóra          | Czarnogóra       | 59 | 59               |                  |                  |
|  | Litwa               | Litwa               |                     |                  |    |                  |                  |                  |
|  | Czarnogóra          | Czarnogóra          | 68                  |                  |    |                  |                  |                  |
|  | Czarnogóra          | Czarnogóra          | 68                  | Mecz o 7 miejsce |    |                  |                  |                  |
|  |                     |                     |                     |                  |    |                  |                  |                  |
|  | 2 lipca             |                     |                     |                  |    |                  |                  |                  |
|  |                     |                     |                     |                  |    |                  |                  |                  |
|  | Łotwa               | Łotwa               | 56                  |                  |    |                  |                  |                  |
|  | Łotwa               | Łotwa               | 56                  |                  |    |                  |                  |                  |
|  | Litwa               | Litwa               | 75                  |                  |    |                  |                  |                  |
|  | Litwa               | Litwa               | 75                  |                  |    |                  |                  |                  |

### Ćwierćfinały
| 29 czerwca 201118:00 | Łotwa                                            | 72:83(18:23, 19:25, 18:17, 17:18) | Rosja                                                            | Atlas Arena, Łódź Sędzia: Aleksandar Glišić (SRB), Panagiotis Anastopoulos (GRE), Igor Dragojevic (MNE) |
| 29 czerwca 201118:00 | Pkt:Babkina 21 Zb:Kubliņa, Tamane 6 As:Babkina 3 | 72:83(18:23, 19:25, 18:17, 17:18) | Pkt:Daniloczkina 18 Zb:Stiepanowa 11 As:Stiepanowa, Abrosimowa 4 | Atlas Arena, Łódź Sędzia: Aleksandar Glišić (SRB), Panagiotis Anastopoulos (GRE), Igor Dragojevic (MNE) |

| 29 czerwca 201120:30 | Czechy                                                | 79:63(21:13, 15:16, 31:11, 12:23) | Chorwacja                            | Atlas Arena, Łódź Widzów: 500 Sędzia: Miguel Ángel Pérez Niz (ESP), Engin Kennerman (TUR), Haydn Jones (WAL) |
| 29 czerwca 201120:30 | Pkt:Vítečková 17 Zb:Kulichová 9 As:Burgrová, Veselá 4 | 79:63(21:13, 15:16, 31:11, 12:23) | Pkt:Mandir 27 Zb:Mazić 7 As:Mandir 4 | Atlas Arena, Łódź Widzów: 500 Sędzia: Miguel Ángel Pérez Niz (ESP), Engin Kennerman (TUR), Haydn Jones (WAL) |

| 30 czerwca 201118:00 | Czarnogóra                                     | 44:56(16:11, 11:13, 6:17, 11:15) | Turcja                                         | Atlas Arena, Łódź Sędzia: Paolo Taurino (ITA), Aare Halliko (EST), Gentian Cici (ALB) |
| 30 czerwca 201118:00 | Pkt:DeForge 11 Zb:Perovanović 12 As:Škerović 5 | 44:56(16:11, 11:13, 6:17, 11:15) | Pkt:İvegin-Karslı 14 Zb:Yılmaz 9 As:Vardarlı 5 | Atlas Arena, Łódź Sędzia: Paolo Taurino (ITA), Aare Halliko (EST), Gentian Cici (ALB) |

| 30 czerwca 201120:30 | Litwa                                           | 58:66(13:11, 21:22, 8:20, 16:13) | Francja                                     | Atlas Arena, Łódź Widzów: 1 500 Sędzia: Ivo Dolinek (CZE), Siniša Herceg (CRO), Sérgio Silva (POR) |
| 30 czerwca 201120:30 | Pkt:Šulčiūtė 10 Zb:Linkevičienė 5 As:Bimbaitė 3 | 58:66(13:11, 21:22, 8:20, 16:13) | Pkt:Gomis 14 Zb:Gruda 8 As:Dumerc, Lepron 4 | Atlas Arena, Łódź Widzów: 1 500 Sędzia: Ivo Dolinek (CZE), Siniša Herceg (CRO), Sérgio Silva (POR) |

### Mecze klasyfikacyjne
| 30 czerwca 201115:30 | Chorwacja                             | 84:75(15:20, 22:14, 24:18, 23:23) | Łotwa                                   | Atlas Arena, Łódź |
| 30 czerwca 201115:30 | Pkt:Ivezić 19 Zb:Karčić 7 As:Ciglar 9 | 84:75(15:20, 22:14, 24:18, 23:23) | Pkt:Tamane 16 Zb:Kubliņa 13 As:Tamane 5 | Atlas Arena, Łódź |

| 1 lipca 201115:30 | Czarnogóra                                     | 68:59(14:12, 15:17, 16:24, 23:6) | Litwa                                                | Atlas Arena, Łódź Sędzia: Engin Kennerman (TUR), Grzegorz Ziemblicki (POL), Carole Delauné (FRA) |
| 1 lipca 201115:30 | Pkt:Perovanović 18 Zb:Škerović 6 As:Škerović 4 | 68:59(14:12, 15:17, 16:24, 23:6) | Pkt:Linkevičienė 15 Zb:Linkevičienė 10 As:Bimbaitė 4 | Atlas Arena, Łódź Sędzia: Engin Kennerman (TUR), Grzegorz Ziemblicki (POL), Carole Delauné (FRA) |

### Półfinały
| 1 lipca 201118:00 | Rosja                                               | 85:53(22:18, 17:8, 22:17, 24:10) | Czechy                                                                      | Atlas Arena, Łódź |
| 1 lipca 201118:00 | Pkt:Daniloczkina 18 Zb:Stiepanowa 8 As:Abrosimowa 3 | 85:53(22:18, 17:8, 22:17, 24:10) | Pkt:Burgrová, Kulichová 10 Zb:Veselá, Kulichová 5 As:Bartoňová, Bortelová 4 | Atlas Arena, Łódź |

| 1 lipca 201120:30 | Turcja                                   | 68:62 (pd.)(16:15, 22:16, 11:11, 11:18, dogr. 8:2) | Francja                                          | Atlas Arena, Łódź |
| 1 lipca 201120:30 | Pkt:Nevlin 23 Zb:Yılmaz 11 As:Vardarlı 5 | 68:62 (pd.)(16:15, 22:16, 11:11, 11:18, dogr. 8:2) | Pkt:Gomis 24 Zb:Gomis 9 As:Lawson-Wade, Dumerc 4 | Atlas Arena, Łódź |

### Mecze o miejsce 7
| 2 lipca 201118:00 | Łotwa                                         | 56:75(12:20, 6:14, 23:15, 15:26) | Litwa                                                               | Atlas Arena, Łódź Sędzia: Yaari Rainisch (ISR), Gentian Cici (ALB), Carole Delauné (FRA) |
| 2 lipca 201118:00 | Pkt:3 zawodniczki 10 Zb:Tamane 7 As:Babkina 4 | 56:75(12:20, 6:14, 23:15, 15:26) | Pkt:Bimbaitė, Šulčiūtė 15 Zb:Linkevičienė 8 As:Bimbaitė, Šulčiūtė 4 | Atlas Arena, Łódź Sędzia: Yaari Rainisch (ISR), Gentian Cici (ALB), Carole Delauné (FRA) |

### Mecze o miejsce 5
| 2 lipca 201120:30 | Chorwacja                                     | 73:59(14:16, 24:19, 17:9, 18:15) | Czarnogóra                                                | Atlas Arena, Łódź Widzów: 1 000 Sędzia: Engin Kennerman (TUR), Aare Halliko (EST), Sérgio Silva (POR) |
| 2 lipca 201120:30 | Pkt:Ivezić 21 Zb:Ivezić, Karcic 8 As:Ciglar 5 | 73:59(14:16, 24:19, 17:9, 18:15) | Pkt:DeForge 18 Zb:Dubljević 10 As:Perovanovič, Škerović 3 | Atlas Arena, Łódź Widzów: 1 000 Sędzia: Engin Kennerman (TUR), Aare Halliko (EST), Sérgio Silva (POR) |

### Mecz o 3 miejsce
| 3 lipca 201118:00 | Czechy                                        | 56:63(20:15, 10:9, 13:19, 13:20) | Francja                              | Atlas Arena, Łódź Widzów: 3 000 Sędzia: Paolo Taurino (ITA), Ingus Baumanis (LAT), Fabiana Nitu (ROU) |
| 3 lipca 201118:00 | Pkt:Elhotová 17 Zb:Bortelová 7 As:Bortelová 6 | 56:63(20:15, 10:9, 13:19, 13:20) | Pkt:Gruda 26 Zb:Dumerc 8 As:Dumerc 5 | Atlas Arena, Łódź Widzów: 3 000 Sędzia: Paolo Taurino (ITA), Ingus Baumanis (LAT), Fabiana Nitu (ROU) |

### Finał
| 3 lipca 201120:30 | Rosja                                           | 59:42(19:8, 14:15, 13:11, 13:8) | Turcja                                    | Atlas Arena, Łódź Widzów: 5 000 Sędzia: Miguel Ángel Pérez Niz (ESP), Ivo Dolinek (CZE), Aleksandar Glišić (SRB) |
| 3 lipca 201120:30 | Pkt:Stiepanowa 18 Zb:Stiepanowa 12 As:Osipowa 4 | 59:42(19:8, 14:15, 13:11, 13:8) | Pkt:Vardarlı 10 Zb:Yılmaz 5 As:Vardarlı 4 | Atlas Arena, Łódź Widzów: 5 000 Sędzia: Miguel Ángel Pérez Niz (ESP), Ivo Dolinek (CZE), Aleksandar Glišić (SRB) |

| MISTRZ EUROPY 2011 |
| ------------------ |
| ROSJA              |

| Eurobasket Kobiet 2011 MVP: Jelena Daniloczkina ( Rosja) |

EuroBasket Kobiet 2011 drużyna:
- Maria Stiepanowa ( Rosja)
- Nevriye Yılmaz( Turcja)
- Eva Viteckova ( Czechy)
- Sandra Mandir ( Chorwacja)
- Jelena Daniloczkina ( Rosja)

## Statystyki zawodniczek
| Zawodniczka                | PPG  |
| -------------------------- | ---- |
| Czarnogóra Iva Perovanović | 16,4 |
| Polska Ewelina Kobryn      | 14,7 |
| Łotwa Elīna Babkina        | 14,4 |
| Chorwacja Sandra Mandir    | 14,3 |
| Czechy Kateřina Elhotová   | 14,2 |

| Zawodniczka                | RPG |
| -------------------------- | --- |
| Łotwa Zane Tamane          | 9,1 |
| Rosja Maria Stiepanowa     | 8,9 |
| Białoruś Jelena Leuczanka  | 8,2 |
| Czarnogóra Iva Perovanović | 7,8 |
| Polska Ewelina Kobryn      | 7,7 |

| Zawodniczka                 | APG |
| --------------------------- | --- |
| Łotwa Elīna Babkina         | 4,2 |
| Czechy Veronika Bortelová   | 4,1 |
| Turcja Birsel Vardarlı      | 4,0 |
| Białoruś Natallia Marczanka | 3,8 |
| Chorwacja Sandra Mandir     | 3,8 |

| Zawodniczka                    | BPG |
| ------------------------------ | --- |
| Francja Sandrine Gruda         | 1,7 |
| Polska Ewelina Kobryn          | 1,7 |
| Łotwa Zane Tamane              | 1,4 |
| Białoruś Anastasja Wieramienka | 1,4 |
| Czechy Ilona Burgrová          | 1,2 |

| Zawodniczka                | SPG |
| -------------------------- | --- |
| Hiszpania Laia Palau       | 2,7 |
| Hiszpania Sancho Lyttle    | 2,5 |
| Litwa Sandra Linkevičienė  | 2,4 |
| Czarnogóra Jelena Škerović | 2,3 |
| Litwa Aušra Bimbaitė       | 2,3 |

## Finałowa klasyfikacja
| Miejsce | Zespół          | W-P |
| ------- | --------------- | --- |
|         | Rosja           | 7-2 |
|         | Turcja          | 5-4 |
|         | Francja         | 6-3 |
| 4       | Czechy          | 6-3 |
| 5       | Chorwacja       | 5-4 |
| 6       | Czarnogóra      | 7-2 |
| 7       | Litwa           | 5-4 |
| 8       | Łotwa           | 3-6 |
| 9       | Białoruś        | 3-3 |
| 9       | Hiszpania       | 3-3 |
| 11      | Wielka Brytania | 1-5 |
| 11      | Polska          | 1-5 |
| 13      | Grecja          | 1-2 |
| 13      | Słowacja        | 1-2 |
| 15      | Niemcy          | 0-3 |
| 15      | Izrael          | 0-3 |